# ビリー (犬種)
ビリー（英：Billy）とは、フランス原産のセントハウンド犬種である。犬種名は作出された場所であるフランスのビリー城にちなんでつけられた。

## 歴史
1877年に作出が開始され、1914年に完成した古めの犬種である。ビリー城の城主は狩猟が好きで、多くのセントハウンドを所持していた。それはフランス原産のラリュ、モンタンブッフ、セリという、いずれも貴族が作り出した3つの犬種のパックで、城主はその中でもラリュを最も気に入って多く所有していた。ラリュは友好的な性格で協調性に富み、オオカミさえも狩れる力を持つ犬種であった。そのため、ラリュを使ってさらに有能な犬種を作りたいと考えた城主は、ラリュを基礎犬としてセリとモンタンブッフを交配させて改良を加えることにより、ビリーを作出した。
ビリーは先祖の3犬種と同じく、パックでノロジカやイノシシを狩るためのセントハウンドとして使われた。ラリュの血からは力強さと協調性を、セリとモンタンブッフからはスピードと体力を受け継いでおり、獲物のにおいを追跡するだけでなく、パックで協力して戦って噛み止めを行ったりして倒すこともできるように改良された。
有能で容姿も整っていることから地元でも評判を得ていたが、作出者（城主）が高齢になり狩猟をおこなえなくなるとパックは解体され、犬たちはばら売りにされてフランス中に散ってしまった。さらに、第二次世界大戦の影響により数は激減し、戦後には2頭しか生き残っていなかった。しかし、この事実を知った作出者の息子が2頭を入手し、厳選されたポルスレーヌやハーリア、近縁種のシャンブレーなどのセントハウンド犬種の血を加えることによって犬種の再生を行った。この試みは成功し、1970年代には再びセントハウンドとして使役されるまでになった。その後、FCIに公認されて原産国外にも知られるようになったが、現在でも数は少なく、ほとんどはフランスの田舎で猟犬として使われている。原産国以外ではごくまれにショードッグとして飼育されているもの以外は見ることができず、ペットとして飼育されているものは非常に少ない。

## 特徴
ボディは引き締まっていて胸は狭く、体の横面は平面的であるといわれている。胴長だがマズルと脚も長い。垂れ耳、サーベル形の垂れ尾でコートはなめらかなスムースコート、毛色はホワイト、ホワイト・アンド・レモン、ホワイト・アンド・カフェオレ。セントハウンドのために嗅覚と持久力が優れているが、力もそれに負け劣らず強い。体高は雄が60 - 70 cm、雌が58 - 62 cmの大型犬で、性格は忠実かつ友好的、団結力に富むが、その一方でセントハウンド以外のタイプの犬に対しては警戒心を持つと言われている。運動量はとても多いため、集合住宅での飼育は不可能である。

## 参考
『デズモンド・モリスの犬種事典』（誠文堂新光社）デズモンド・モリス著書、福山英也、大木卓訳 誠文堂新光社、2007年